# Cala Trebalúger
La platja de Trebalúger és una platja verge de Menorca que es troba a la part sud de l'illa entre el municipi d'Es Migjorn i Ferreries. La platja s'ha preservat gràcies principalment a la dificultat d'accés que té, ja que per arribar-hi s'ha de caminar una hora i mitja a través del Camí de Cavalls.
Des de l'oest es pot accedir a Trebalúger per Cala Galdana, passant per la platja de Cala Mitjana i des de l'est es pot accedir des de la platja de Binigaus passant per les cales de Cala Escorxada i Cala Fustam. Una altra manera d'arribar-hi sense caminar és en barca. Aquests condicionants fa que aquesta platja sigui un lloc tranquil, sobretot, fora del mes d'agost.
En aquesta platja desemboca el torrent de Trebalúger. El barranc que porta aquest torrent, és el barranc de Son Fideu. Aquest barranc s'utilitzava antigament per a l'agricultura de regadiu, ja que gaudia de fonts d'aigües naturals i d'unes condicions climatològiques molt bones per al cultiu d'arbres, sobretot, fruiters.
La platja té una arena molt blanca i fina característica de les platges del sud de Menorca. No és una cala molt gran i la seva aigua és de color blau turquesa, clara i neta.